# Dominicanessen van Onze-Lieve-Vrouw van de Rozenkrans te Lubbeek
De Dominicanessen van Onze-Lieve-Vrouw van de Rozenkrans te Lubbeek is een zusterscongregatie die in 1866 werd opgericht te Lubbeek in de Belgische provincie Vlaams-Brabant. Oprichtster was Zuster Catharina Scheys. Zij richtte tevens een afdeling van de lekenorde der Dominicanessen op. 

## Activiteiten in Vlaanderen
In 1876 werd een kostschool opgericht. In 1880 trad Zuster Dominica De Ruyter aan als priorin en begon de congregatie zich uit te breiden. Er kwam een weeshuis, een tehuis voor bejaarde vrouwen, en in 1908 een meisjesschool.
Ook werden bijhuizen gesticht: In 1874 te Vertrijk en later volgde een belangrijke vestiging in Zichen-Zussen-Bolder. Ook in Sint-Huibrechts-Lille (1895-1929) en Oostham. Ook kwamen er  scholen in Boorsem, Neervelp en Gelrode.

## Activiteiten in Wallonië
Niet alleen in Vlaanderen, maar ook in Wallonië waren de zusters actief. In 1899 werd een school in Liek geopend, waar de zusters bleven tot 1918. Ook in 1899 stichtten ze een school in Saint-Léonard, nabij Hoei, waar ze tot 1925 bleven. Daarnaast waren ze actief in Flône (1901-1904), Loth (1934-1956), Hévillers (1936-1952), Laatwijk (1938-1964) en Eben-Emael (1941-1966).
Ook werden in Wallonië zieken verzorgd: In Val-Saint-Lambert tot in 1949, in Brugelette (1939-1949; thuiszorg), in Forges, (1945-1949; onderwijs en thuiszorg). Omdat er een gebrek was aan zusters die de Franse taal machtig waren, werden veel van deze activiteiten na enige tijd overgedragen aan Franstalige congregaties. Alleen in het ziekenhuis te Borgworm werkten de zusters langere tijd, en wel van 1940-2009.

## Verdere activiteiten
Vermeld kan nog worden dat de zusters in 1921 een villa te Koksijde aankochten, die als Villa Sint-Jozef een vakantieoord werd voor verzwakte en ondervoede kinderen. Dit tehuis sloot in 1990.
Hiernaast was de congregatie actief in de Missie, en wel in Belgisch-Congo, te Lolo in de Evenaarsprovincie. Van 1964-1967 moesten de zusters echter, vanwege de onafhankelijkheidsstrijd, terugkeren naar België. Van 1967-1988 bleven ze op de missiepost, waarna hun taak werd overgenomen door de Congolese Congregatie: Dominicanessen van Niangra. In 1994 werd aldaar de congregatie: Soeurs dominicaines diocésaines de Notre-Dame du Rosaire opgericht.

## Externe bron
- Geschiedenis[dode link]
- Archief van de Dominicanessen van Onze-Lieve-Vrouw van de Rozenkrans, Lubbeek in de ODIS